# Yoshiyuki Takemoto
Yoshiyuki Takemoto (jap. 竹元 義幸, Takemoto Yoshiyuki; * 3. Oktober 1973 in der Präfektur Kanagawa) ist ein ehemaliger japanischer Fußballspieler.

## Karriere
Takemoto erlernte das Fußballspielen in der Schulmannschaft der Yokohama College of Commerce High School. Seinen ersten Vertrag unterschrieb er 1993 bei NKK SC. Der Verein spielte in der zweithöchsten Liga des Landes, der Japan Football League. Für den Verein absolvierte er 12 Spiele. 1994 wechselte er zum Ligakonkurrenten Fujieda Blux (heute: Avispa Fukuoka). 1995 wurde er mit dem Verein Meister der Japan Football League und stieg in die J1 League auf. Im August 1996 wurde er an den Zweitligisten Tokyo Gas ausgeliehen. 1997 kehrte er zu Avispa Fukuoka zurück. Für den Verein absolvierte er 46 Spiele. 1997 wechselte er zum Zweitligisten Fukushima FC. 1998 wechselte er zum Ligakonkurrenten Mito HollyHock. 1999 wechselte er zum Zweitligisten Sagan Tosu. Für den Verein absolvierte er 63 Spiele. Ende 2002 beendete er seine Karriere als Fußballspieler.